# Coupe de Belgique de football 1973-1974
Navigation
Édition précédente Édition suivante
La Coupe de Belgique 1973-1974 est la dix-neuvième édition de la coupe de Belgique de football.

## Fusion
Au terme de la saison précédente, le R. Racing White (matricule 47) a fusionné avec un autre club bruxellois, le Daring de Molenbeek (matricule 2) pour former le Racing White Daring de Molenbeek (RWDM) (matricule 47) En championnat, la disparition du "Daring" a amené un montant supplémentaire de la D3 vers la D2 (KV Kortrijk. RC Gent) et d'un montant supplémentaire dans les séries inférieures. Le Brabant a bénéficié d'un montant direct supplémentaire vers la Promotio. En Coupe de Belgique, la disparition du Lyra a laissé une place vacante en Trente-deuxièmes de finale, niveau auquel débute les cercles de D2. Une équipe qualifiée lors du Quatrième tour rejoint donc directement les Seizièmes de finale

## Fonctionnement - Règlement
La Coupe de Belgique 1973-1974 est jouée par matchs à élimination directe. Les équipes de Division 1 et de Division 2 commencent l'épreuve à partir des trente-deuxièmes de finale.
Au total 256 clubs participent à la 19e édition de l'épreuve.
Pour l'édition 73-74, quatre tours préliminaires concernent 223 clubs issus de tous les niveaux inférieurs. Au total, les 256 équipes proviennent des divisions suivantes :
- 128 clubs provinciaux
- 27 clubs de Promotion
- 32 clubs de Division 3
- 16 clubs de Division 2
- 16 clubs de Division 1

### Déroulement schématique

#### Tours préliminaires
- TOUR 1: 64 rencontres, 128 clubs des Séries provinciales
  - TOUR 2: 64 rencontres, 64 qualifiés du Tour 1 + les clubs de Promotion de la saison précédente (qui sont têtes de série et ne se rencontrent pas entre eux)
    - TOUR 3: 32 rencontres, 64 qualifiés du Tour 2 (pré-tirage intégral, plus de tête de série)
      - TOUR 4: 32 rencontres, 32 qualifiés du Tour 3 + entrée des clubs de Division 3, des montants en Division 2 et des relégués en Promotion.

#### Phase finale
- 1/32e de finale : 32 qualifiés du Tour 4, les clubs de Division 2 de la saison précédente et les clubs de Division 1 de la saison précédente (D1 et D2 sont têtes de série et ne se rencontrent pas entre elles)
  - 1/16e de finale (à partir de ce tour, tirage intégral, plus de têtes de série)
    - 1/8e de finale
      - 1/4 de finale
        - 1/2 finales
          - FINALE

## Calendrier
Le tirage au sort des quatre tours éliminatoires et des trente-deuxièmes de finale a lieu en juin 1973 au siège de l'URSBSFA.
| Nom                                   | Tirage au sort | Date aller              | Date retour             | Équipes participantes | Équipes restantes |
| ------------------------------------- | -------------- | ----------------------- | ----------------------- | --------------------- | ----------------- |
| Quatrième tour préliminaire           | juin 1973      | 19 août 1973            | 19 août 1973            | 64                    | 32                |
| Trente-deuxièmes de finale *          | juin 1973      | 25 et 26 août 1973      | 25 et 26 août 1973      | 63                    | 32                |
| Seizièmes de finale                   | ???            | 1, 3 et 4 novembre 1973 | 1, 3 et 4 novembre 1973 | 32                    | 16                |
| Huitièmes de finale                   | ???            | 29 et 30 décembre 1973  | 29 et 30 décembre 1973  | 16                    | 8                 |
| Quarts de finale                      | ???            | 23 et 24 février 1974   | 23 et 24 février 1974   | 8                     | 4                 |
| Demi-finale                           | ???            | 11 et 12 mai 1974       | 11 et 12 mai 1974       | 4                     | 2                 |
| Finale                                | -              | 26 mai 1974             | 26 mai 1974             | 2                     | -                 |
| * entrée des clubs de D1 et D2 belges |                |                         |                         |                       |                   |

## Trente-deuxièmes de finale
La répartition des 63 clubs est la suivante : 16 clubs de D1, 16 clubs de D2, 22 clubs de D3, 3 clubs de Promotion et 6 clubs de provinciaux.

### Participants

#### par Régions
| Régions         | Total | D1 | D2 | D3 | P | Prov' |
| --------------- | ----- | -- | -- | -- | - | ----- |
| Bruxelles       | 5     | 2  | 2  | 1  | 0 | 0     |
| Région flamande | 44    | 12 | 11 | 14 | 2 | 5     |
| Région wallonne | 14    | 2  | 3  | 7  | 1 | 1     |
| TOTAUX          | 63    | 16 | 16 | 22 | 3 | 6     |

#### par Provinces
Le Brabant wallon n'est plus représenté.
| # | Provinces                                                                                               | Total   | Div. 1  | Div. 2 | Div. 3 | Prom    | prov' |
| - | --- | ------- | ------- | ------ | ------ | ------- | ----- |
| 1 | Province d'Anvers                                                                                       | 12      | 5       | 4      | 2      | 0       | 1     |
| 2 | Province de Brabant Région de Bruxelles-Capitale Province du Brabant flamand Province du Brabant wallon | 7 5 2 0 | 3 2 1 0 | 2 2 0  | 1 1 0  | 1 0 1 0 | 0 0   |
| 3 | Province de Flandre-Occidentale                                                                         | 9       | 3       | 2      | 3      | 0       | 1     |
| 4 | Province de Flandre-Orientale                                                                           | 7       | 1       | 3      | 3      | 0       | 0     |
| 5 | Province de Hainaut                                                                                     | 6       | 0       | 2      | 2      | 1       | 1     |
| 6 | Province de Liège                                                                                       | 6       | 2       | 1      | 3      | 0       | 0     |
| 7 | Province de Limbourg                                                                                    | 14      | 2       | 2      | 6      | 1       | 3     |
| 8 | Province de Luxembourg                                                                                  | 1       | 0       | 0      | 1      | 0       | 0     |
| 9 | Province de Namur                                                                                       | 1       | 0       | 0      | 1      | 0       | 0     |
|   | TOTAUX                                                                                                  | 63      | 16      | 16     | 22     | 3       | 6     |

### Résultats
Ce tour est joué, le samedi 25 août 1973 et le dimanche 26 août 1973, en une seule manche disputée sur le terrain de la première équipe citée. En cas d'accord entre les clubs concernés, l'ordre du tirage au sort peut être inversé.
- 63 clubs, 31 rencontres.
  - Tous les clubs de Division 1 franchissent ce tour.
  - Trois cercles de D3 se qualifient.
  - Exploit du "petit poucet" provincial d'Opitter FC qui atteint les 1/16e de finale en sortant La Louvière (D3).

|  | Clubs qualifiés pour le tour suivant |
|  | Tenant du trophée                    |

| Dates      | Niv | N° | Équipe 1                         | Équipe 2                          | Score 90' | Score Prol. | Tirs au but |
| 25/08/1973 | T   | 1  | R. Standard CL (I)               | Sporting Houthalen ( p-Lim)       | 3-0       |             |             |
| 25/08/1973 | T   | 2  | K. SV Waregem ( I)               | FC Farciennois (p-Hai)            | 3-0       |             |             |
| 25/08/1973 | T   | 3  | R. Charleroi SC (II)             | Hoeselt V&V ( III)                | 3-1       |             |             |
| 25/08/1973 | T   | 4  | K. Beerschot VAV (I)             | K. Olympia SC Wijgmaal (P)        | 3-1       |             |             |
| 25/08/1973 | T   | 5  | K. OLSE Merksem ( II)            | K. Beringen FC (I)                | 0-2       |             |             |
| 25/08/1973 | T   | 6  | Club Brugge KV (I)               | K. VG Oostende (III)              | 3-2       |             |             |
| 26/08/1973 | T   | 7  | K. SV Sottegem (III)             | SK Beveren-Waes ( I)              | 2-3       |             |             |
| 26/08/1973 | T   | 8  | R. Antwerp FC (I)                | R. CS Verviétois (III)            | 1-0       |             |             |
| 26/08/1973 | T   | 9  | Patro Eisden (III)               | R. SC Anderlechtois (I)           | 2-5       |             |             |
| 26/08/1973 | T   | 10 | Racing Jet Bruxelles (III)       | K. Berchem Sport (I)              | 0-2       |             |             |
| 26/08/1973 | T   | 11 | K. Lierse SV (I)                 | K. SC Hasselt (III)               | 3-1       |             |             |
| 26/08/1973 | T   | 12 | RWD Molenbeek (I)                | K. White Star Cl. Lauwe (III)     | 6-1       |             |             |
| 26/08/1973 | T   | 13 | K. Waterschei SV THOR Genk (III) | R. Olympic Montignies (II)        | 1-0       |             |             |
| 26/08/1973 | T   | 14 | K. Helzold FC Zolder (III)       | K. RC Mechelen (II)               | 1-4       |             |             |
| 26/08/1973 | T   | 15 | K. SC Lokeren (II)               | R. Stade Waremmien FC (III)       | 4-0       |             |             |
| 26/08/1973 | T   | 16 | K. Sparta FC Zwijndrecht (P-Anv) | K. Boom FC (II)                   | 0-2       |             |             |
| 26/08/1973 | T   | 17 | Opitter FC (p-Lim)               | R. AA Louviéroise ( III)          | 1-1       | 2-1         |             |
| 26/08/1973 | T   | 18 | K. FC Turnhout (II)              | Witgoor Sport Dessel (III)        | 2-0       |             |             |
| 26/08/1973 | T   | 19 | K. SV Cercle Brugge (I)          | VC St-Eloois-Winkel Sport (p-WVl) | 9-0       |             |             |
| 26/08/1973 | T   | 20 | R. Crossing Cl. Schaerbeek ( II) | V&V Overpelt-Fabriek (III)        | 3-0       |             |             |
| 26/08/1973 | T   | 21 | SRU Verviers (P)                 | KV Mechelen (I)                   | 0-6       |             |             |
| 26/08/1973 | T   | 22 | UR St-Gilloise ( II)             | AS Ostende KM ( II)               | 3-2       |             |             |
| 26/08/1973 | T   | 23 | K. FC Winterslag (II)            | K. SC Menen (III)                 | 1-0       |             |             |
| 26/08/1973 | T   | 24 | K. St-Truidense VV (I)           | R. SC Boussu-Bois (P)             | 1-0       |             |             |
| 26/08/1973 | T   | 25 | K. FC Diest (I)                  | K. FC Herentals (III)             | 1-0       |             |             |
| 26/08/1973 | T   | 26 | UR Namur (III)                   | K. AA Gent (II)                   | 3-0       |             |             |
| 26/08/1973 | T   | 27 | K. SV Oudenaarde (III)           | R. Tilleur FC ( III)              | 3-3       | 3-3         | 2-3         |
| 26/08/1973 | T   | 28 | R. FC Liégeois (I)               | Léopold Club Bastogne (III)       | 3-0       |             |             |
| 26/08/1973 | T   | 29 | K. SC Eendracht Aalst (III)      | AS Eupen (II)                     | 1-2       |             |             |
| 26/08/1973 | T   | 30 | K. SK Tongeren (II)              | Congo VV (p-Lim)                  | 11-3      |             |             |
| 26/08/1973 | T   | 31 | K. St-Niklase SK (II)            | R. AEC Mons (III)                 | 0-0       | 0-0         | 2-4         |
|            | T   | 32 | KV Kortrijk ( II)                |                                   | bye       |             |             |

## Seizièmes de finale
La répartition des 32 clubs est la suivante : 16 clubs de D1, 11 clubs de D2, 4 clubs de D3 et 1 club de provincial.

### Participants

#### par Régions
| Régions         | Total | D1 | D2 | D3 | P | Prov' |
| --------------- | ----- | -- | -- | -- | - | ----- |
| Bruxelles       | 4     | 2  | 2  | 0  | 0 | 0     |
| Région flamande | 21    | 12 | 7  | 1  | 0 | 1     |
| Région wallonne | 7     | 2  | 2  | 3  | 0 | 0     |
| TOTAUX          | 32    | 16 | 11 | 4  | 0 | 1     |

#### par Provinces
Le Brabant wallon et la Province de Luxembourg ne sont plus représentés.
| # | Provinces                                                                    | Total | Div. 1 | Div. 2 | Div. 3 | Prom  | prov' |
| - | ---------------------------------------------------------------------------- | ----- | ------ | ------ | ------ | ----- | ----- |
| 1 | Province d'Anvers                                                            | 7     | 5      | 4      | 0      | 0     | 0     |
| 2 | Province de Brabant Région de Bruxelles-Capitale Province du Brabant flamand | 5 4 1 | 3 2 1  | 2 2 0  | 0 0    | 1 0 1 | 0 0   |
| 3 | Province de Flandre-Occidentale                                              | 4     | 3      | 1      | 0      | 0     | 0     |
| 4 | Province de Flandre-Orientale                                                | 2     | 1      | 1      | 0      | 0     | 0     |
| 5 | Province de Hainaut                                                          | 2     | 0      | 1      | 1      | 0     | 0     |
| 6 | Province de Liège                                                            | 4     | 2      | 1      | 1      | 0     | 0     |
| 7 | Province de Limbourg                                                         | 6     | 2      | 2      | 1      | 0     | 1     |
| 8 | Province de Namur                                                            | 1     | 0      | 0      | 1      | 0     | 0     |
|   | TOTAUX                                                                       | 32    | 16     | 11     | 4      | 0     | 1     |

### Résultats
Ce tour est joué, le jeudi 1er novembre 1973, le samedi 3 novembre 1973 et le dimanche 4 novembre 1973, en une seule manche disputée sur le terrain de la première équipe citée. En cas d'accord entre les clubs concernés, l'ordre du tirage au sort peut être inversé.
- 32 clubs, 16 rencontres.
  - Deux cercles de Division 3 atteignent les Huitièmes.
  - Eliminations du Standard, double finaliste en date et du Club Brugge.

|  | Clubs qualifiés pour le tour suivant |
|  | Tenant du trophée                    |

| Dates      | Niv | N° | Équipe 1                         | Équipe 2                         | Score 90' | Score Prol. | Tirs au but |
| 01/11/1973 | S   | 1  | K. RC Mechelen (II)              | R. Crossing Cl. Schaerbeek ( II) | 3-0       |             |             |
| 01/11/1973 | S   | 2  | R. AEC Mons (III)                | K. SK Tongeren (II)              | 1-3       |             |             |
| 01/11/1973 | S   | 3  | K. Beringen FC (I)               | K. Berchem Sport (I)             | 1-0       |             |             |
| 01/11/1973 | S   | 4  | K. Beerschot VAV (I)             | UR St-Gilloise ( II)             | 3-1       |             |             |
| 03/11/1973 | S   | 5  | KV Mechelen (I)                  | R. Antwerp FC (I)                | 1-3       |             |             |
| 04/11/1973 | S   | 6  | K. Waterschei SV THOR Genk (III) | Opitter FC (p-Lim)               | 4-1       |             |             |
| 04/11/1973 | S   | 7  | R. FC Liégeois (I)               | R. Tilleur FC ( III)             | 5-1       |             |             |
| 04/11/1973 | S   | 8  | K. FC Diest (I)                  | R. SC Anderlechtois (I)          | 2-3       |             |             |
| 04/11/1973 | S   | 9  | K. SV Cercle Brugge (I)          | K. St-Truidense VV (I)           | 2-2       | 3-3         | 3-4         |
| 04/11/1973 | S   | 10 | RWD Molenbeek (I)                | KV Kortrijk ( II)                | 2-1       |             |             |
| 04/11/1973 | S   | 11 | K. FC Turnhout (II)              | AS Eupen (II)                    | 1-0       |             |             |
| 04/11/1973 | S   | 12 | K. SV Waregem ( I)               | Club Brugge KV (I)               | 3-2       |             |             |
| 04/11/1973 | S   | 13 | K. FC Winterslag (II)            | R. Charleroi SC (II)             | 2-2       | 2-2         | 2-4         |
| 04/11/1973 | S   | 14 | UR Namur (III)                   | K. Boom FC (II)                  | 3-1       |             |             |
| 04/11/1973 | S   | 15 | K. Lierse SV (I)                 | R. Standard CL (I)               | 0-0       | 1-0         |             |
| 04/11/1973 | S   | 16 | K. SC Lokeren (II)               | SK Beveren-Waes ( I)             | 1-1       | 1-1         | 4-5         |

## Huitièmes de finale
La répartition des 16 clubs est la suivante : 10 clubs de D1, 4 clubs de D2 et 2 clubs de D3.

### Participants

#### par Régions
| Régions         | Total | D1 | D2 | D3 |
| --------------- | ----- | -- | -- | -- |
| Bruxelles       | 2     | 2  | 0  | 0  |
| Région flamande | 11    | 7  | 3  | 1  |
| Région wallonne | 3     | 1  | 1  | 1  |
| TOTAUX          | 16    | 10 | 4  | 2  |

#### par Provinces
Le Brabant wallon, le Brabant flamand et la Province de Luxembourg ne sont plus représentés. Les provinces d'Anvers et de Limbourg se partagent 9 des 16 qualifiés.
| # | Provinces                                        | Total | Div. 1 | Div. 2 | Div. 3 |
| - | ------------------------------------------------ | ----- | ------ | ------ | ------ |
| 1 | Province d'Anvers                                | 5     | 3      | 2      | 0      |
| 2 | Province de Brabant Région de Bruxelles-Capitale | 2     | 2 2    | 0 0    | 0 0    |
| 3 | Province de Flandre-Occidentale                  | 1     | 1      | 0      | 0      |
| 4 | Province de Flandre-Orientale                    | 1     | 1      | 0      | 0      |
| 5 | Province de Hainaut                              | 1     | 0      | 1      | 0      |
| 6 | Province de Liège                                | 1     | 1      | 0      | 0      |
| 7 | Province de Limbourg                             | 4     | 2      | 1      | 1      |
| 8 | Province de Namur                                | 1     | 0      | 0      | 1      |
|   | TOTAUX                                           | 16    | 10     | 4      | 2      |

### Résultats
Ce tour est joué, le samedi 29 décembre 1973 et le dimanche 30 décembre 1973, en une seule manche disputée sur le terrain de la première équipe citée. En cas d'accord entre les clubs concernés, l'ordre du tirage au sort peut être inversé. Un replay est prévu si l'égalité subsiste après une prolongation de 2x15 minutes  puis une autre de 2x 7 minutes 30.
- 16 clubs, 8 rencontres + 1 "replay".
  - Double tenant du trophée, Anderlecht est éliminé par le Beerschot. Celui-ci force un "replay" au "Parc Astrid" puis s'impose nettement à domicile.
  - Trois équipes de Division 2 atteignent les Quarts.

|  | Clubs qualifiés pour le tour suivant |
|  | Tenant du trophée                    |

| Dates      | Niv | N° | Équipe 1                | Équipe 2                         | Score 90' | Score Prol. | Tirs au but |
| 29/12/1973 | H   | 1  | R. Charleroi SC (II)    | R. FC Liégeois (I)               | 2-1       |             |             |
| 30/12/1973 | H   | 2  | K. RC Mechelen (II)     | K. FC Turnhout (II)              | 1-0       |             |             |
| 30/12/1973 | H   | 3  | K. SK Tongeren (II)     | UR Namur (III)                   | 2-0       |             |             |
| 30/12/1973 | H   | 4  | K. SV Waregem ( I)      | K. Waterschei SV THOR Genk (III) | 1-0       |             |             |
| 30/12/1973 | H   | 5  | R. SC Anderlechtois (I) | K. Beerschot VAV (I)             | 0-0       | 0-0         | REPLAY      |
| 30/12/1973 | H   | 6  | K. Beringen FC (I)      | K. Lierse SV (I)                 | 1-0       |             |             |
| 30/12/1973 | H   | 7  | K. St-Truidense VV (I)  | SK Beveren-Waes ( I)             | 0-3       |             |             |
| 30/12/1973 | H   | 8  | R. Antwerp FC (I)       | RWD Molenbeek (I)                | 2-0       |             |             |

### Résultats - Replay
| Dates      | Niv | N°  | Équipe 1             | Équipe 2                | Score 90' | Score Prol. | Tirs au but |
| 08/01/1974 | H   | 5-R | K. Beerschot VAV (I) | R. SC Anderlechtois (I) | 4-1       |             |             |

## Quarts de finale
La répartition des 8 clubs est la suivante : 5 clubs de D1 et 3 clubs de D2.

### Participants

#### par Régions
| Régions         | Total | D1 | D2 |
| --------------- | ----- | -- | -- |
| Bruxelles       | 0     | 0  | 0  |
| Région flamande | 7     | 5  | 2  |
| Région wallonne | 1     | 0  | 1  |
| TOTAUX          | 8     | 5  | 3  |

#### par Provinces
Les provinces de Brabant, de Liège, de Luxembourg et de Namur ne sont plus représentées.
| # | Provinces                       | Total | Div. 1 | Div. 2 |
| - | ------------------------------- | ----- | ------ | ------ |
| 1 | Province d'Anvers               | 3     | 2      | 2      |
| 2 | Province de Flandre-Occidentale | 1     | 1      | 0      |
| 3 | Province de Flandre-Orientale   | 1     | 1      | 0      |
| 4 | Province de Hainaut             | 1     | 0      | 1      |
| 5 | Province de Limbourg            | 2     | 1      | 1      |
|   | TOTAUX                          | 8     | 5      | 3      |

### Résultats
Ce tour est joué, le samedi 23 février 1974 et le dimanche 24 février 1974, en une seule manche disputée sur le terrain de la première équipe citée. En cas d'accord entre les clubs concernés, l'ordre du tirage au sort peut être inversé. Un replay est prévu si l'égalité subsiste après une prolongation de 2x15 minutes  puis une autre de 2x 7 minutes 30.
- 8 clubs, 4 rencontres.
  - Un derby anversois chaud et spectaculaire est remporté par l'Antwerp, qui au vu des forces encore présentes devient le grand favori de cette édition.
  - Exploit de Tongres qui atteint les demi-finales au détriment d'une formation de D1.

|  | Clubs qualifiés pour le tour suivant |

| Dates      | Niv | N° | Équipe 1             | Équipe 2             | Score 90' | Score Prol. | Tirs au but |
| 23/02/1974 | Q   | 1  | K. SK Tongeren (II)  | SK Beveren-Waes ( I) | 2-1       |             |             |
| 23/02/1974 | Q   | 2  | K. Beerschot VAV (I) | R. Antwerp FC (I)    | 2-3       |             |             |
| 24/02/1974 | Q   | 3  | K. RC Mechelen (II)  | K. SV Waregem ( I)   | 0-1       |             |             |
| 24/02/1974 | Q   | 4  | K. Beringen FC (I)   | R. Charleroi SC (II) | 4-2       |             |             |

## Demi-finales
La répartition des 4 clubs est la suivante : 3 clubs de D1 et 1 club de D2.

### Participants

#### par Régions
| Régions         | Total | D1 | D2 |
| --------------- | ----- | -- | -- |
| Bruxelles       | 0     | 0  | 0  |
| Région flamande | 4     | 3  | 1  |
| Région wallonne | 0     | 0  | 1  |
| TOTAUX          | 4     | 3  | 1  |

#### par Provinces
Il n'y a plus que trois provinces représentées: Anvers, Flandre occidentale et Limbourg.
| # | Provinces                       | Total | Div. 1 | Div. 2 |
| - | ------------------------------- | ----- | ------ | ------ |
| 1 | Province d'Anvers               | 1     | 1      | 0      |
| 2 | Province de Flandre-Occidentale | 1     | 1      | 0      |
| 3 | Province de Limbourg            | 2     | 1      | 1      |
|   | TOTAUX                          | 4     | 3      | 1      |

### Résultats
Les demi-finales sont jouées, le samedi 11 mai 1974 et le dimanche 12 mai 1974, en une seule manche disputée sur le terrain de la première équipe citée. En cas d'accord entre les clubs concernés, l'ordre du tirage au sort peut être inversé. Un replay est prévu si l'égalité subsiste après une prolongation de 2x15 minutes puis une autre de 2x 7 minutes 30.
- 4 clubs, 2 rencontres + 1 "replay".
  - À Tongres, l'équipe locale et l'Antwerp, vice-champion national, ne se départagent pas au bout de 135 minutes. Les pensionnaires de D2 sont les meilleurs en première période et prennent les devants la Daerden. Le "Great Old" reste au contact grâce à l'excellente prestation de son gardien international Jean Trappeniers. Après le repos, les Anversois entrent enfin dans la partie et égalisent par le Suédois Eklund [1]. Un "replay" est disputé 48 heures plus tard au Bosuil. Une nouvelle fois; les Tongrois sont les meilleurs dès l'entame de la partie. C'est méritoirement que Gérard Luts leur donne l'avantage après 33 minutes. L'Antwerp n'est jamais en mesure de contester l'avance des Limbourgeois. Il y a bien quelques situations chaudes mais la défense visiteuse tient bon[2].
  - Au Gaverbeek, Waregem prend de peu la mesure de Beringen.

| Dates      | Niv | N° | Équipe 1            | Équipe 2           | Score 90' | Score Prol. | Tirs au but |
| 11/05/1974 | D   | 1  | K. SV Waregem ( I)  | K. Beringen FC (I) | 1-0       |             |             |
| 12/05/1974 | D   | 2  | K. SK Tongeren (II) | R. Antwerp FC (I)  | 1-1       | 1-1         | REPLAY      |

### Résultats - Replay
| Dates      | Niv | N°  | Équipe 1          | Équipe 2            | Score 90' | Score Prol. | Tirs au but |
| 14/05/1974 | D   | 2-R | R. Antwerp FC (I) | K. SK Tongeren (II) | 0-1       |             |             |

## Finale
Pour la 2e fois, la finale de la Coupe de Belgique accueille une équipe du 2e niveau. Le K. SK Tongeren est dans les faits la troisième formation de "D2" à atteindre l'ultime étape de la compétition, puisqu'en 1956, ce sont deux équipes de l'antichambre de l'élite qui ont disputé le trophée: RC Tournaisien et CS Verviétois.
Waregem est logiquement favori de cette rencontre. Après avoir passé six saisons au sein de l'élite entre 1966 et 1972, le club flandrien descendit en D2 mais remonta immédiatement la saison suivante. Au moment de jouer cette finale, il a terminé le championnat au 9e rang. De son côté, Tongres a bouclé la compétition de D2 à la 7e place. Les Limbourgeois sont privés d'un de leurs pions majeur car Gilbert Luts, buteur décisif en demi-finale, n'a pas terminé cette rencontre à cause d'une blessure au genou.
Après un round d'observation, la rencontre prend une première tournure vers la 20e minute quand Daerden arme un envoi puissant des 30 mètres et trouve la lucarne de Philippe Mesmaekers (ex-Tongres). Les pensionnaires de D1 réagissent et menacent le gardien limbourgeois. Un doublé de Koudijzer permet à Waregem de mener au repos. Le Néerlandais marque de près à la suite d'un coup franc de Delesie, remisé par son capitaine Bogaert ; puis transforme un coup de réparation consécutif à une faute sur le Brésilien Giba.
Les Flandriens contrôlent la partie et creusent logiquement l'écart quand l'arrière Saelen, laissé trop seul, trouve l'objectif via la base du poteau. Les Tongrois sont tout proches de réduire le score, mais l'envoi de Hoste est un rien trop croisé.
Tout à la fin de match, alors que Tongres met tout à l'attaque, Delesie fixe les chiffres dans une défense desertée.
| K. SK Tongeren · |                     |    |
| Titulaires :     |                     |    |
|                  |                     |    |
| 1                | Victor Gerardu      |    |
| 2                | Auguste Geossens    |    |
| 3                | Jean-Pierre Buntinx |    |
| 4                | Marcel Collas       |    |
| 5                | Johnny Crossan      |    |
| 6                | Jos Daerden         |    |
| 7                | Guido Palmers       |    |
| 8                | Jean Senté          |    |
| 9                | Berto Bosch         |    |
| 10               | Yvan Hoste          |    |
| 11               | François Ensink     | ?e |
|                  |                     |    |
| Remplaçants :    |                     |    |
| ?                | Remi Vanheusden     | ?e |
|                  |                     |    |
| Entraîneur :     |                     |    |
| Franz Korver     |                     |    |

| K. SV Waregem · |                     |  |
| Titulaires :    |                     |  |
|                 |                     |  |
| 1               | Philippe Mesmaekers |  |
| 2               | Jacky Vergote       |  |
| 3               | Alex Saelen         |  |
| 4               | Luc Millecamps      |  |
| 5               | Norbert Deviaene    |  |
| 6               | Johnny Bogaert      |  |
| 7               | Marc Millecamps     |  |
| 8               | Eduardo Giba        |  |
| 9               | Nico Veeken         |  |
| 10              | Aad Koudijzer       |  |
| 11              | Hervé Delesie       |  |
|                 |                     |  |
| Remplaçants :   |                     |  |
|                 |                     |  |
|                 |                     |  |
| Entraîneur :    |                     |  |
| Hans Croon      |                     |  |

| K. SK Tongeren · |                     |    |
| Titulaires :     |                     |    |
|                  |                     |    |
| 1                | Victor Gerardu      |    |
| 2                | Auguste Geossens    |    |
| 3                | Jean-Pierre Buntinx |    |
| 4                | Marcel Collas       |    |
| 5                | Johnny Crossan      |    |
| 6                | Jos Daerden         |    |
| 7                | Guido Palmers       |    |
| 8                | Jean Senté          |    |
| 9                | Berto Bosch         |    |
| 10               | Yvan Hoste          |    |
| 11               | François Ensink     | ?e |
|                  |                     |    |
| Remplaçants :    |                     |    |
| ?                | Remi Vanheusden     | ?e |
|                  |                     |    |
| Entraîneur :     |                     |    |
| Franz Korver     |                     |    |

| K. SV Waregem · |                     |  |
| Titulaires :    |                     |  |
|                 |                     |  |
| 1               | Philippe Mesmaekers |  |
| 2               | Jacky Vergote       |  |
| 3               | Alex Saelen         |  |
| 4               | Luc Millecamps      |  |
| 5               | Norbert Deviaene    |  |
| 6               | Johnny Bogaert      |  |
| 7               | Marc Millecamps     |  |
| 8               | Eduardo Giba        |  |
| 9               | Nico Veeken         |  |
| 10              | Aad Koudijzer       |  |
| 11              | Hervé Delesie       |  |
|                 |                     |  |
| Remplaçants :   |                     |  |
|                 |                     |  |
|                 |                     |  |
| Entraîneur :    |                     |  |
| Hans Croon      |                     |  |

## Clubs par division
| Division   | Quatrième tour préliminaire | +   | Trente-deuxièmes de finale | Seizièmes de finale | Huitièmes de finale | Quarts de finale | Demi-finales | Finale |
| ---------- | --------------------------- | --- | -------------------------- | ------------------- | ------------------- | ---------------- | ------------ | ------ |
| D1         |                             | +16 | 16                         | 16                  | 10                  | 5                | 3            | 1      |
| D2         | +3                          | +14 | 16                         | 11                  | 4                   | 3                | 1            | 1      |
| D3         | 28                          | +2  | 22                         | 4                   | 2                   | 0                | -            | -      |
| Promotion  | 18                          | -   | 3                          | 0                   | -                   | -                | -            | -      |
| Provincial | 15                          | -   | 6                          | 1                   | 0                   | -                | -            | -      |
| Total      | 64                          | +32 | 63                         | 32                  | 16                  | 8                | 4            | 2      |